# Pour la fête de sa mère
Pour plus de détails, voir Fiche technique et Distribution.
Pour la fête de sa mère est un film muet français réalisé par Lucien Nonguet, sorti en 1907.

## Fiche technique
- Titre original : Pour la fête de sa mère
- Titre alternatif : Pour la fête de maman
- Titre anglophone (États-Unis) : For Mother's Birthday
- Réalisation Lucien Nonguet
- Scénario :
- Producteur :
- Société de production : Pathé Frères
- Société de distribution : Pathé Frères
- Pays d'origine :  France
- Langue : film muet avec les intertitres en français
- Métrage : 45 mètres
- Format : Noir et blanc — 35 mm — 1,33:1 — Muet
- Genre : Film dramatique
- Durée : 1 minute 30
- Dates de sortie : 
  -  France : 1907
  -  États-Unis : 9 février 1907